# 設定判別ツール
設定判別ツール（せっていはんべつツール）は、パチスロの設定差に着目して設定判別を統計学的に求めるツールである。一般には携帯電話上で動作するアプリケーション（iアプリ等）として提供される場合が多い。このツールの登場により、パチスロ遊戯者はホール（店）で携帯電話を利用し高精度で設定を予測することが出来るようになった。
機能的には、機種ごとに設定差のある項目（多くは小役確率やボーナス確率）の算出に必要な総ゲーム数や小役・ボーナス等の成立回数のカウンター機能、そして現在の確率と理論上の確率（基本的にはメーカー発表値）とを比較して推定される設定を表示する機能などを持つのが一般的である。またこれに加えて収支管理機能などを持つものもある。
「設定判別」自体が脚光浴びるようになったのは、4号機初期（1994年頃）に通常時のコイン持ちの差を利用し、設定を外から看破できることが一般に知られるようになってからである。

## 注意点
これらのツールを利用した設定判別手法は、統計学的に判別を行うため一定以上のゲーム数により判別しなくては精度が保たれない。
つまり、設定1の台であっても他の設定を示唆する結果が出る事もある。ただし、長期的に見て設定差のある機種であれば確率は収束に向かうため判別は理論上可能となっている。

## ツール提供元
これらのツール提供元としては、有料では携帯版の「パチマガインターネット」や「スロナビプロDX」、無料では「全六」や「ポコるな！」等が広く利用されている。昨今では、パチスロの有料公式コンテンツでは多くのサイトがこれらのツールを提供している。